# Karen Martello
Karen Martello (Cumaná, 1 de febrero de 1978) es una cantante y presentadora de televisión venezolana.

## Trayectoria
Nació en Cumaná pero su infancia transcurrió en Maracaibo. Estudió en la Universidad Rafael Belloso Chacín aunque abandonó sus estudios para dedicarse a la música. Sus referentes son Celia Cruz y Marc Anthony. La voz de Karen es de contralto, poco común entre las mujeres.
A los diecisiete años ganó el Primer Festival de la Voz Panamericana. En 2016 junto a Vanessa Senior realizó un video de una canción original de Vanesa Martín, «No te pude retener». En el año 2019 protagonizó la obra de teatro musical La verdadera historia de Pedro Navaja siendo la primera mujer en interpretar el papel de El Lince de la Barandilla.
En 2021 participó en la película Mírame así de Héctor Márquez. Fue actriz invitada en la obra Monólogos de la Vagina junto a Gabriela Spanic y Susana Pérez. El 18 de noviembre de 2022 estrenó junto a Free Cover Homenaje a Diomedez Díaz.
Conduce un programa de televisión en Estados Unidos dirigido principalmente al público latinoamericano La buena onda en TVV Network.

## Vida personal
Fue la primera artista venezolana en contraer nupcias en Florida, tras haber entrado en vigencia la ley de aprobación del matrimonio igualitario el 6 de enero del 2015. Se casó con la empresaria Brenda Rovero. Tras un tratamiento de fertilización in vitro en Panamá, Rovero quedó embarazada y fueron madres de dos mellizos. Se separaron en 2019.